# Fiat CR.42 Falco
Fiat CR.42 Falco var förmodligen världens sista tillverkade biplan avsett som jaktflygplan.

## Historik
Fiat CR.42 konstruerades av den italienske konstruktören Celestino Rosatelli (CR) i slutet av 1930-talet.
Flygplanet var en utveckling av Fiat CR.32 som tidigare levererats till Regia Aeronautica. En prototyp blev klar och flög första gången 23 maj 1938. Det italienska flygvapnet beställde omgående 200 CR.42 utan att testa typen eftersom CR.32 tidigare visat sig vara ett tillförlitligt flygplan.
Flygplanet var en biplanskonstruktion utrustad med en fjortoncylindrig (i två kransar) luftkyld stjärnmotor från Fiat. Landningstället var fast, och kunde förses med hjul eller skidor. Ett robust smidigt plan som var mycket vändbart, utformat runt en grundkonstruktion som bestod bl.a. av en stark ram av stål och legering samt vingar med stomme av duraluminumlegering och stål. Eftersom flygplanet saknade cockpithuv var läderhuvan obligatorisk vid flygning. CR.42 producerades ända fram till 1944, då Luftwaffe börjat operera med jetdrivna Messerschmitt Me 262.
Den totala produktionen av CR.42 var mer än 1 780 flygplan. 
I Belgien tjänstgjorde 23 stycken, i Tyskland drygt 100 stycken, i Ungern 72 stycken, i Italien (IAF, RSIAF, IcoAF), i Sydafrika två stycken erövrade italienska CR.42 och i Sverige 72 stycken Fiat CR.42. 
Tyska Rüstungs-und-Kriegsproduktion Stab beställde 200 stycken CR.42LW, som utrustades med avskärmade ljuddämpare för att användas vid nattpatrullering. Flygplanen försågs med två st 12,7 mm kulsprutor och fästen under vingarna för 50-kilos bomber. 
Rüstungs-und-Kriegsproduktion Stab tog sedan i samband med Italiens sammanbrott den 8 september 1943 över kontrollen av den italienska flygindustrin. Vid ett amerikanskt bombanfall mot Fiatfabriken i Turin förstördes flera färdiga och halvfärdiga flygplan avsedda för Luftwaffe, varför endast 150 flygplan levererades, varav 112 placerades vid NSGr 7 och 9 (Nachtschlachtgruppe). 
Flygvapnet använde ett antal CR 42 där de benämndes J 11. Köpet berodde inte så mycket på övertygelse om planets egenskaper, som på det faktum att det isolerade Sverige var i desperat behov av materiel, och Italien var ett av de få länder som under brinnande krig var berett att leverera stridsflygplan.
Endast två kompletta exemplar finns bevarade i världen, varav det ena kan beskådas på Flygvapenmuseum.

## Varianter
- CR.42 CB, (CB=Caccia-Bombardiere), kombinerad jakt- och bombvariant, som kunde ta upp till 200-kilos bomber.
- CR.42 CN, (CN=Caccia-Notturna), nattjaktplan utrustat med flamdämpare för motorns utblås, radio och små sökljus under vingarna.
- CR.42 AS, (AS=Africa Settentrionale), variant speciellt avsedd att användas i Nordafrika. De var försedda med dammfilter och två bombhållare för två 100-kilos bomber.
- CR.42 LW, (LW=Luftwaffe), nattvariant som användes mot partisaner. Den producerades av Fiat för Luftwaffes räkning.
- CR.42 DB, variant utrustad med en Daimler-Benz DB 601E motor på 865 kW (1 160 hk), vilket gav planet en topphastighet på 515 km/h. Varianten tillverkades endast som prototyp 1941.
- ICR.42, en CR.42 variant monterad på två pontoner tillverkad av CMASA 1940. Varianten kom aldrig längre än till prototypstadiet.

## Användning i Sverige

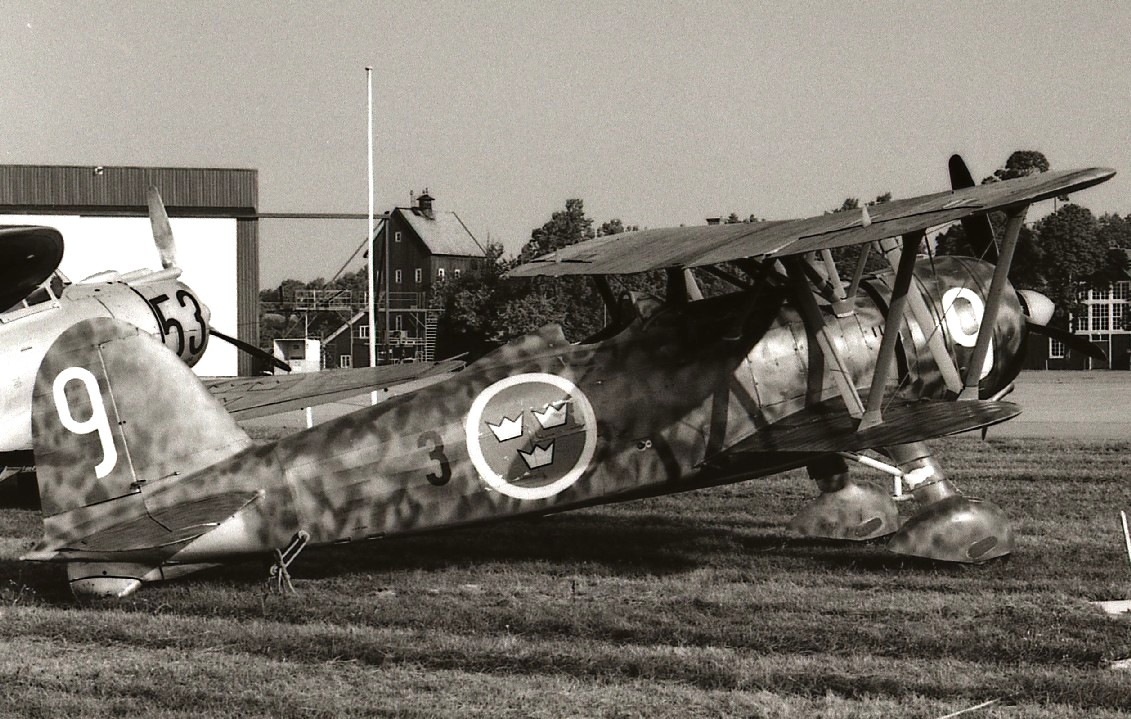

Mellan åren 1940 och 1945 ingick Fiat CR.42 Falco i Flygvapnet och benämndes J 11. J 11 var ett av de jaktflygplan som Flygvapnet köpte från Italien i ett försök att lösa bristen på flygplan under andra världskriget.
Till Sverige kom flygplanet Fiat CR 42 först som ett hjälpprojekt för Finland. Efter en riksomfattande insamling av prästen Isaac Béen kunde tolv flygplansbyggsatser köpas från Italien och de levererades 1940 till Göteborg för montering vid Götaverken. När flygplanen var färdiga var finska vinterkriget över och Finland behövde inga jaktplan utan snarare de pengar som kunde erhållas vid en försäljning. Efter förhandlingar mellan Försvarsdepartementet och Flygförvaltningen beslöts att Flygvapnet skulle köpa flygplanen. 
Den 26 juli 1940 var flygplanen klara för leverans från Götaverken och de placerades inledningsvis på F 3 Malmslätt som spaningsflygplan. Trots detta benämndes flygplanen J 11. 
När det stod klart att embargot på de i USA beställda jaktplanen inte skulle hävas, blev Flygförvaltningen tvingad att använda en annan lösning. Enda möjligheten var att köpa Fiat CR 42, som var ett flygplan som ratades redan 1939 på grund av blygsamma prestanda och föråldrad konstruktion. Den 7 oktober 1940 tecknade flygförvaltningen en order på ytterligare 60 flygplan till en kostnad av 15,2 miljoner kronor. Efter leverans till Sverige och montering vid CVM levererades flygplanen till F 9 Säve, där även de tidigare tolv flygplanen från F 3 placerades, men nu som jaktflygplan. 
Flygplanet blev omtyckt bland piloterna och var en utmärkt kurvstridsmaskin men det drabbades av många haverier på grund av tekniska problem och materialdefekter. Av totalt 72 flygplan havererade 31 fram till december 1943. I mars 1945 togs de sista J 11 ur Flygvapnets tjänst. Redan i april såldes sex till Svensk Flygtjänst AB som målbogserare. Ytterligare sju kom att civilregistreras under våren-sommaren för samma ändamål. Sex flygplan inköptes som reservdelar för dessa 13. Typen var inte alls lämpad för målbogsering och användes därför mindre än två år.
Ett flygplan gömdes på privat initiativ undan på F 3 Malmslätt och kan nu beskådas på Flygvapenmuseum.